# Virna Dias
Virna Cristine Dantas Dias (Natal, 31 agosto 1971) è un'ex pallavolista brasiliana.
Giocava nel ruolo di schiacciatrice.

## Carriera
Virna Dias inizia a giocare a pallavolo nel 1982 in una delle squadre della sua città natale, Natal. Nel 1985 inizia la carriera da professionista col Bradesco Esporte Clube, ma un anno dopo passa al Lufkin Esporte Clube, squadra con cui vince il suo primo campionato brasiliano. In questo periodo vince diverse competizioni con le nazionali giovanili. Nel 1990 resta inattiva per maternità pochi mesi dopo il suo matrimonio; nel 1991 riprende l'attività, esordendo in nazionale, ma giocando prevalentemente tornei minori. Per la stagione 1991-92 viene ingaggiata dalla Nausicaa Reggio Calabria, facendo la sua prima esperienza all'estero.
Nel 1992 torna subito in Brasile nel Ribeirão Preto, mentre nelle due stagioni successive è al Guarujá ed al Minas Těnis Clube. In questo periodo diventa un punto cardine della sua nazionale: nel 1993 vince la medaglia d'argento al campionato sudamericano; nel 1994 vince la medaglia d'oro al World Grand Prix e la medaglia d'argento al campionato mondiale; nel 1995 vince la medaglia d'argento al World Grand Prix, al campionato sudamericano vince quella d'oro che le permette di partecipare alla Coppa del Mondo, dove si classifica al secondo posto.
Nelle tre stagioni successive è al Tietê Vôlei Clube, al Minas Těnis Clube e al Leites Nestlé Jundiaí, senza vincere alcuna competizione. Con la nazionale, invece, ottiene le maggiori soddisfazioni:  nel 1996 vince il World Grand Prix, in cui viene premiata come Most Valuable Player, e la medaglia di bronzo ai Giochi della XXIX Olimpiade; nel 1997 vince il campionato sudamericano, venendo premiata anche in questa competizione come miglior giocatrice, e la medaglia di bronzo alla Grand Champions Cup; nel 1998 vince nuovamente il World Grand Prix.
Nel 1998 passa all'Uniban São Bernardo do Campo, con cui vince nuovamente la Superliga; nelle due stagioni successive gioca nel Clube de Regatas do Flamengo, con cui si aggiudina un altro campionato brasiliano. In questo periodo in nazionale vince due medaglie d'oro al campionato sudamericano, nel 1999 e nel 2001, la medaglia d'argento al World Grand Prix 1999, di cui è Most Valuable Player, e quella di bronzo al World Grand Prix 2000; nel 1999 vince anche la medaglia di bronzo alla Coppa del Mondo ed ai XIII Giochi panamericani, mentre un anno si aggiudica la seconda medaglia di bronzo olimpica ai Sidney 2000.
Dopo due stagioni all'Associação Desportiva Classista BCN di Osasco, in cui vince un altro campionato, torna a giocare al Minas Těnis Clube. Con la nazionale nel 2003 vince un altro campionato sudamericano ed un'altra medaglia d'argento al alla Coppa del Mondo, nel 2004 vince il World Grand Prix, ma si classifica solo al quarto posto ai Giochi della XXVIII Olimpiade, al termine dei quali si ritira dalla nazionale.
Nella stagione 2004-05 torna a giocare in Italia nella Pallavolo Chieri, con cui vince la Top Teams Cup, venendo anche premiata come miglior ricevitrice. Al termine della stagione italiana lascia la pallavolo per dedicarsi al beach volley. Nella stagione 2008-09 torna a giocare nella pallavolo indoor per il Rio de Janeiro Vôlei Clube, nel quale riveste il ruolo di riserva, riuscendo a vincere un'altra edizione della Superliga. Al termine della stagione si ritira definitivamente dall'attività agonistica.

## Palmarès

### Club
- Campionato brasiliano: 5

1987, 1998-99, 2000-01, 2002-03, 2008-09
- Salonpas Cup: 2

2001, 2002
- Top Teams Cup: 1

2004-05

### Nazionale (competizioni minori)
- Campionato sudamericano Under-18 1986
- Campionato sudamericano Under-18 1988
- Campionato sudamericano Under-20 1988
- Campionato mondiale Under-20 1989
- Giochi panamericani 1999

### Premi individuali
- 1995 - Campionato brasiliano: Miglior servizio
- 1996 - Campionato brasiliano: Miglior servizio
- 1996 - World Grand Prix: MVP
- 1997 - Campionato sudamericano: Miglior attaccante
- 1997 - Campionato sudamericano: MVP
- 1999 - Campionato brasiliano: Miglior giocatrice brasiliana
- 1999 - Campionato brasiliano: Miglior attaccante
- 1999 - World Grand Prix: MVP
- 1999 - World Grand Prix: Miglior realizzatrice
- 1999 - World Grand Prix: Miglior ricevitrice
- 2001 - Campionato brasiliano: Miglior giocatrice brasiliana
- 2001 - Grand Champions Cup: Miglior ricevitrice
- 2001 - Salonpas Cup: MVP
- 2002 - Campionato brasiliano: Miglior ricevitrice
- 2005 - Top Teams Cup: Miglior ricevitrice